# Limau Sundai (Air Putih)
Limau Sundai is een bestuurslaag in het regentschap Batu Bara van de provincie Noord-Sumatra, Indonesië. Limau Sundai telt 1742 inwoners (volkstelling 2010).